# Sierra Los Embudos
La Sierra Los Embudos es una cadena montañosa ubicada en el territorio centro-norte del municipio de Agua Prieta, en el noreste del estado de Sonora, México. Tiene una altitud máxima de aproximadamente 1,900 m s. n. m. Entre los años de 1997 y 2003 el Instituto Nacional de Estadística y Geografía (INEGI) hizo algunos estudios geológicos y topográficos en la región, esto en conjunto con el Servicio Geológico Mexicano (antes Consejo de Recursos Minerales) con el propósito de observar la existencia de yacimientos de minerales en las distintas zonas altas del noreste de Sonora y el noroeste de Chihuahua, dando a conocer que la sierra estaba conformada por rocas volcánicas ácidas, donde se detectaron domos riolíticos con posibilidades de mineralización metálica y no metálica.